# Сила зла (фильм, 1977)
«Сила зла» (англ. Meatcleaver Massacre / Evil Force) — американский фильм ужасов.

## Сюжет
Обиженные на профессора студенты пытаются зверски убить его и всю его семью. В итоге профессор оказывается единственным выжившим, но он парализован и прикован к больничной койке. Ему удаётся вызвать демона, чтобы тот отомстил за него и его родных. Невидимый демон истязает и одного за другим убивает «плохих парней».

## В ролях
- Кристофер Ли — голос рассказчика
- Ларри Джастин — Мэйсон Харре
- Артур Крейг — детектив Векслер
- Джеймс Абиф — профессор Кантрелл
- Роберт Кларк — Шон Аллен
- Даг Сеньор — Дирк Крамер
- Боб Мид — Фил Джонс

## Интересные факты
Повествование за кадром ведёт (но не появляется не экране) звезда фильмов ужасов Кристофер Ли. Сам Кристофер Ли заявлял, что даже не знал о съёмках этого фильма и записывал текст для совсем другой ленты. По его словам, эту запись без его ведома продали создателям «Силы зла». Ли подал на авторов фильма в суд за использование его голоса и имени, но отозвал иск после того, как его предупредили, что разбирательство будет долгим и дорогим.